# دکتر استرنج
دکتر استیون وینسنت استرنج (به انگلیسی: Doctor Stephen Vincent Strange) یک شخصیت خیالی ابرقهرمان در کتاب‌های کمیک آمریکایی منتشر شده توسط مارول کامیکس است؛ که توسط نویسنده استن لی و طراح استیو دیتکو خلق شده‌است. او برای اولین بار در شمارهٔ ۱۱۰ از مجلهٔ قصه‌های عجیب و در عصر نقره‌ای کتاب‌های مصور در ژوئیه ۱۹۶۳ معرفی شد. دکتر استرنج به عنوان جادوگری عالی‌رتبه و محافظ اصلی سیاره زمین در برابر تهدیدهای جادویی و عرفانی به‌شمار می‌رود. وی همچنین محافظ و صاحب سنگ زمان است. دکتر استرنج با بدست آوردن عنوان جادوگر عالی‌رتبه، جادوگر والای جهان است و به همین دلیل در بیشتر هنرهای عرفانی بالاترین سطح را به دست آورده‌است. وی موظف است واقعیت را از قدرت و شر ماورایی محافظت کند.
بندیکت کامبربچ نقش شخصیت استیون استرنج را در فیلم دکتر استرنج (۲۰۱۶)، ثور: رگناروک (۲۰۱۷)، انتقام‌جویان: جنگ ابدیت (۲۰۱۸) انتقام جویان: پایان بازی (۲۰۱۹) مرد عنکبوتی: راهی به خانه نیست (۲۰۲۱) دکتر استرنج در چندجهانی دیوانگی (۲۰۲۲) ایفا کرده‌است.

## گذشته
دکتر استرنج یک جراح بود که به لطف مهارت‌های ویژه پزشکی‌اش، ثروتمند شده بود. اما به مرور زمان غرور و طمع وجود استفن را فرا می‌گیرد. تا این که در یک حادثه رانندگی، رشته‌های عصب در دستانش از بین می‌روند و در نتیجه دچار تنگدستی و ناتوانی انجام عمل جراحی می‌گردد. استفن سپس به امید یافتن جادوگری به نام انشنت وان، که در افسانه‌ها از او به عنوان شفا دهنده تمامی امراض نام برده شده، به قاره آسیا می‌رود. اما پس از تحمل رنج و مشقت فراوان، درمی‌یابد که پیر خردمند تنها می‌تواند او را ترغیب سازد تا با مطالعه اسرار باستانی، خودش راه علاجی برای دستانش بیابد.
استفن، ابتدا مقاومت می‌کند اما در نهایت با یاری گرفتن از رهنمودهای جادوگر اعظم، انواع و اقسام وردها و شگردهای جادوگری را می‌آموزد، تا این که دستانش را معالجه می‌کند و به آمریکا برمی‌گردد تا حافظ جان ستمدیدگان باشد. به عقیدهٔ بسیاری از علاقه‌مندان مجلات مصور، دکتر استرنج نقطه مقابل اکثر قهرمانان کلاسیک مارول در دهه ۶۰ میلادی است.